# Munk
För andra betydelser, se Munk (olika betydelser).

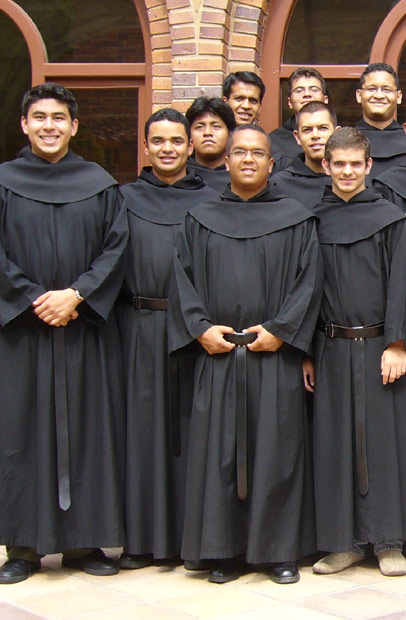
Katolska munkar i Spanien.

Munk (från grekiskans μοναχός/monakhos, "ensittare", "eremit") är en man som av religiösa skäl för en asketisk livsstil. Den kvinnliga motsvarigheten är nunna. Termen munk används främst om medlemmar i ett kristet kloster (munkorden) eller en buddhistisk sangha.
Shaolin är buddhistiska munkar som räknar sitt ursprung till Shaolintemplet som grundades av Bodhidharma från Indien. De är förknippade med självförsvar, meditation och kampsporten Shaolin Wushu.
I kristna kyrkor rakades munkarnas hjässor i en ritual. Det var för att visa att munken lämnat det världsliga livet bakom sig för att träda in i det andliga. Frisyren föreställde Jesu törnekrona. Seden blev vanlig på 600-talet, men att raka huvudet i ritualer förekom i andra sammanhang redan under romarnas tid.

## Bilder

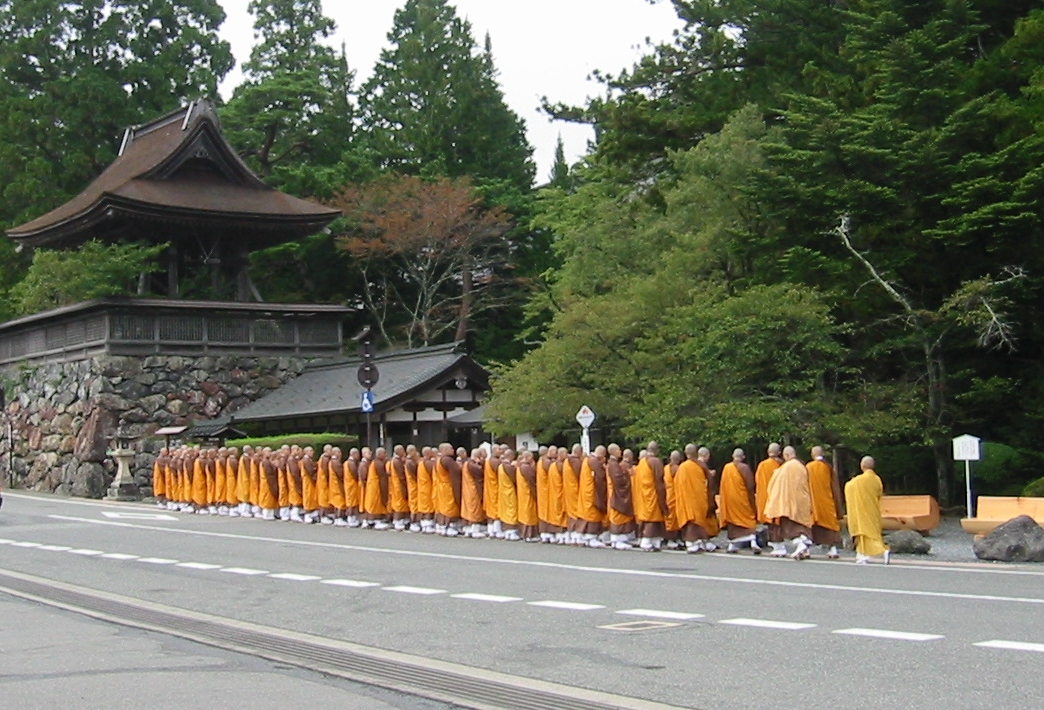
Shingonmunkar i Japan.